# Alice de Bourbon-Parme (1917-2017)
Pour les articles homonymes, voir Alice de Bourbon et Bourbon.
Alice de Bourbon-Parme (en italien : Alice di Borbone-Parma et en espagnol : Alicia de Borbón-Parma), qui portait les titres de courtoisie de princesse de Parme et, par son mariage, de princesse des Deux-Siciles et duchesse de Calabre, est née le 13 novembre 1917 à Vienne en Autriche-Hongrie et morte le 28 mars 2017 à Madrid (Espagne).
Elle est l'épouse du prétendant au trône Alphonse de Bourbon-Siciles (1901-1964).
Alice est la fille d’Élie de Bourbon-Parme, duc de Parme et Plaisance, et de son épouse la princesse impériale et archiduchesse Marie-Anne d’Autriche, princesse de Teschen. Elle épouse en 1936 l'infant Alphonse de Bourbon (1901-1964), prince des Deux-Siciles, et se fait naturaliser espagnole[réf. nécessaire] (1960). Alice de Bourbon-Parme est la mère du duc de Calabre (1938-2015), prétendant à la fonction de chef de la maison royale des Deux-Siciles et membre de la famille royale espagnole.

## Biographie

### Famille

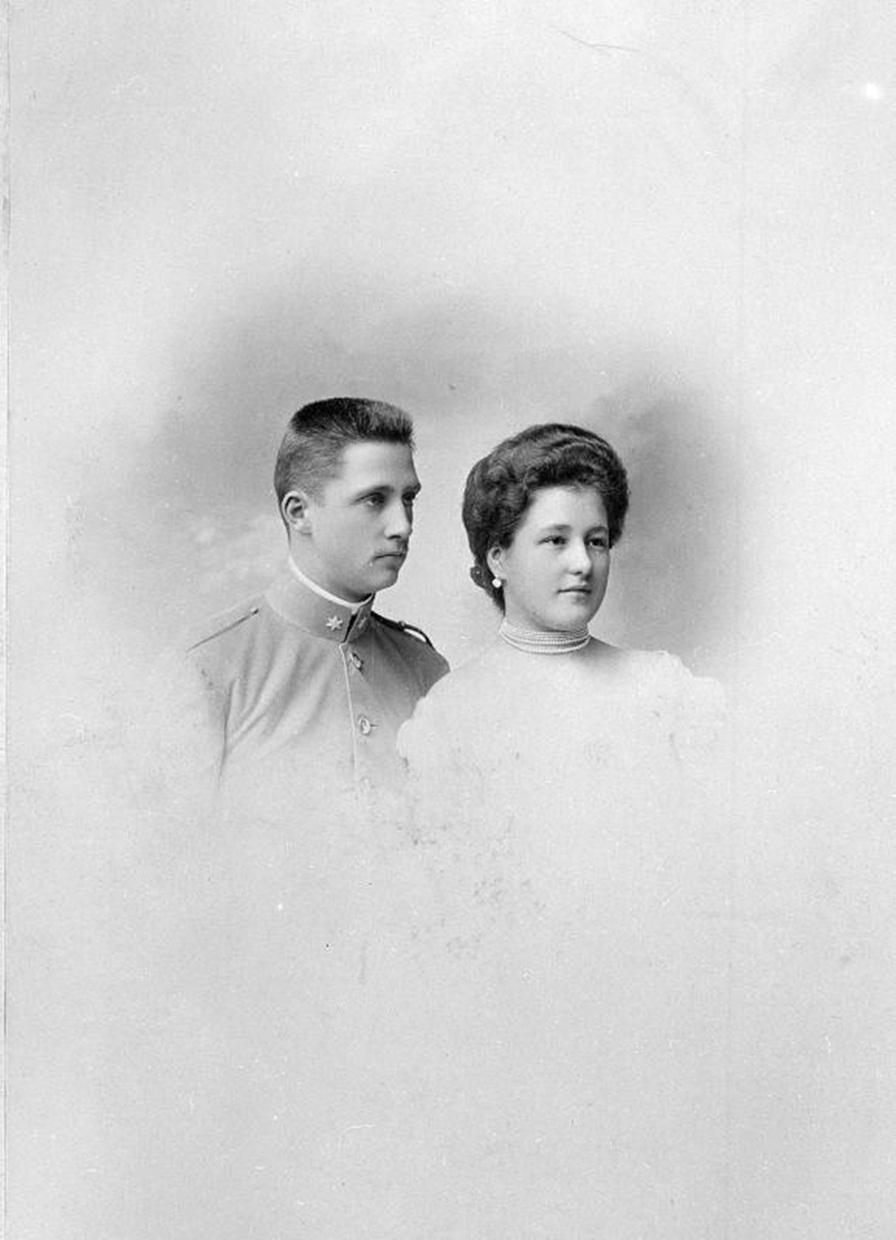
Élie de Bourbon et son épouse l’archiduchesse Marie-Anne.

Alice de Bourbon-Parme est le septième enfant d'Élie de Bourbon-Parme (1880-1959), prétendant aux trônes de Parme et Plaisance, et de son épouse l’archiduchesse Marie-Anne d’Autriche (1882-1940), princesse de Teschen. Élie est le fils de Robert Ier, dernier duc régnant de Parme, et de sa première épouse Marie-Pie de Bourbon, princesse royale des Deux-Siciles ; d’ailleurs, le 7 janvier 1950, Élie de Bourbon devient, à la suite de la disparition de ses frères aînés, le chef de la maison ducale de Parme.
Du côté maternel, Alice se rattache aux Habsbourg-Lorraine de Teschen, une branche issue d’un fils de l’empereur Léopold II, l’archiduc Charles-Louis d’Autriche, premier souverain du duché éponyme. En effet, l’archiduchesse Marie-Anne est la fille du dernier duc de Teschen, l’archiduc Frédéric, et de son épouse la princesse Isabelle de Croÿ, ce qui fait également d’elle une cousine germaine de la reine Marie-Christine d’Espagne, née princesse de Teschen.

### Positions dynastiques
Faisant partie des descendants de Victor-Emmanuel Ier de Sardaigne, aîné des successeurs et descendants d’Édouard le Confesseur, roi d’Angleterre et du roi David Ier d'Écosse, l’infante Alice pourrait selon certains, revendiquer l’héritage jacobite au travers de sa trisaïeule la princesse Marie-Thérèse de Savoie, cinquième enfant du roi Victor-Emmanuel Ier, le légitime souverain jacobite. En effet, si l’on considère illégitime au regard du droit canon (interdiction d’un mariage au 3e degré) la descendance issue du mariage entre la princesse Marie-Béatrice de Savoie (sœur aînée de Marie-Thérèse) et son oncle maternel le duc François IV de Modène, Alice, en qualité d’aînée des héritiers de la princesse Marie-Thérèse, pourrait prétendre aux trônes d’Angleterre, d’Écosse et de France selon la tradition jacobite,. Toutefois, l’Église catholique ayant reconnu valable cette union, la reconnaissance de ses prétentions par les partisans jacobites reste minoritaire.
Fin février 1994, à la mort de sa sœur aînée Marie-Françoise de Bourbon (1906-1994), princesse de Parme, l’infante Alice devient légataire fictive du trône de Navarre, en tant qu’héritière des rois de Navarre si l’on tient compte de la traditionnelle loi de succession navarraise de primogéniture à préférence masculine. Dans la même veine, certains regardent la princesse Alice comme l’héritière historique des coprinces laïcs d’Andorre, le même principe de succession ayant régné dans cette principauté jusqu’à la fin du XIXe siècle. Les droits qu’elle aurait sur ces couronnes lui viendraient de la sœur unique du comte de Chambord, Louise d’Artois, grand-mère paternelle du père d’Alice. Pour les légitimistes français cependant, les droits sur les couronnes de Navarre et d'Andorre échéent au chef de la maison de Bourbon (le duc d'Anjou), du fait de la loi salique établie dans ces deux monarchies par l'édit de Louis XIII du 19 octobre 1620.
En outre, en tant que descendante de Louis XIV et de l’infante Marie-Thérèse d’Espagne, et, toujours selon le principe de primogéniture à préférence masculine, la princesse Alice de Bourbon-Parme est l’aînée des représentants généalogiques des rois de Castille, d’Aragon, de Naples et de Sicile au travers des anciennes lois successorales de ces royaumes[réf. nécessaire].

### Enfance

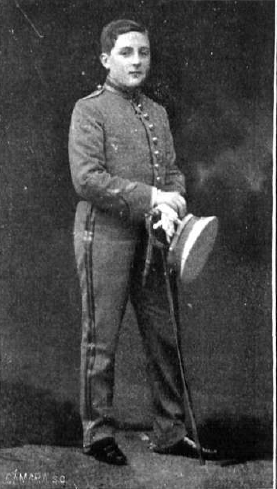
L’infant Alphonse en 1912.

Alors qu’à l’âge de 5 ans Alice de Bourbon commence à accompagner son père Élie à la chasse dans les domaines familiaux d’Autriche, elle reçoit à 12 ans son premier trophée de chasse, la Glashütte. En Espagne, le pays de naissance de son époux, elle est l’une des rares à y avoir chassé toute la faune, y compris l’ours et le lynx, aujourd’hui protégés. Également amatrice des canins, l’infante Alice contribue à introduire en Espagne le teckel et le Deutsch Drathaar.

### Rôle en Espagne
Tante maternelle par alliance du roi Juan Carlos Ier (son mari étant un demi-frère de la mère de Juan Carlos), Alice est aussi une tante paternelle à la mode de Bretagne par alliance de ce roi (son mari étant un cousin germain cognatique du père de Juan Carlos Ier. Infante à titre de courtoisie à partir de 1936 (considérée comme telle par le roi déchu Alphonse XIII), elle reçoit officieusement ce traitement sous la monarchie instaurée en 1975 et participe à quelques activités officielles en tant que membre officieux de la famille du roi (la famille royale élargie), notamment à des messes commémoratives. Alors que l’article 57 de la Constitution exclut de la succession au trône toute personne ne descendant pas de Juan Carlos, certains considèrent que son fils le « duc de Calabre » peut entrer dans l’ordre de succession, en raison du mariage de son grand-père l'infant Charles avec la sœur aînée d'Alphonse XIII.
En 1941, Alice et son époux acquièrent La Toledana, un domaine à Ciudad Real. Dans les années 1950 et 1960, La Toledana devient un lieu de rencontre pour la haute société et la royauté européenne.

### Mort et funérailles
La princesse Alice meurt le 28 mars 2017 à Madrid, à quelques mois de son 100e anniversaire,. Ses funérailles sont célébrées le 11 mai 2017 en la chapelle royale de Madrid. Parmi les membres de la famille royale d’Espagne qui assistent à la cérémonie, sont présents le roi Felipe VI et la reine Letizia, le roi émérite Juan Carlos Ier et la reine émérite Sophie, les infantes Elena et Cristina, les sœurs de Juan Carlos, les infantes Pilar et Margarita, ainsi que le mari de cette dernière, Carlos Zurita. La princesse Kalina de Bulgarie compte également parmi les nombreux invités.
En tant qu’infante d’Espagne, Alice pouvait, de droit, être inhumée à l’Escurial, comme son époux et son fils. Elle a néanmoins demandé à être inhumée près du pavillon de chasse de Glashütte, à la Gruftkapelle, près de Mönichkirchen (Basse-Autriche), auprès de ses parents et de ses frères et sœurs.

## Mariage et descendance
Selon le rite de la cour espagnole, en l’église des Minimes de Vienne, la princesse Alice épouse le 16 avril 1936 don Alphonse de Bourbon (1901-1964), fils de l’infante María de las Mercedes, princesse des Asturies et du prince Charles de Bourbon-Deux-Siciles, prince sicilien naturalisé espagnol sous le nom de Carlos de Borbón y Borbón, et fait infant d’Espagne. De leur union naissent trois enfants, titrés princes des Deux-Siciles une fois leur père proclamé chef de la maison royale de Bourbon-Deux-Siciles en 1960, :
- la princesse Thérèse de Bourbon-Deux-Siciles (es) (née le 6 février 1937 à Lausanne), duchesse de Salerne[25], devenue doña Teresa de Borbón-Dos Sicilias y Borbón-Parma, qui épouse en 1961 don Íñigo Moreno y de Arteaga, 12e marquis de Laula et 1er marquis de Laserna[26],[27] (postérité) ;
- le prince Charles de Bourbon-Deux-Siciles (1938-2015), duc de Calabre à la mort de son père, fait infant d’Espagne en 1994 par Juan Carlos Ier, qui épouse en 1965 Anne d’Orléans, princesse d'Orléans (postérité) ;
- la princesse Inès de Bourbon-Deux-Siciles (en) (née le 18 février 1940 à Lausanne), duchesse de Syracuse[28], devenue doña Inés de Borbón-Dos Sicilias y Borbón-Parma, qui épouse en 1965 don Luis de Morales y Aguado (postérité).

## Titres et honneurs

### Titulature de courtoisie
- 13 novembre 1917 - 16 avril 1936 : Son Altesse Royale la princesse Alice de Bourbon-Parme ;
- 16 avril 1936 - 7 janvier 1960 : Son Altesse Royale doña Alice de Bourbon-Parme, infante d'Espagne ;
- 7 janvier 1960 - 3 février 1964 : Son Altesse Royale la duchesse de Calabre ;
- 3 février 1964 - 28 mars 2017 : Son Altesse Royale la duchesse douairière de Calabre.

Fille d'Élie de Bourbon, prince de Parme, Alice de Bourbon porte dès sa naissance le titre de courtoisie de princesse de Parme et le prédicat de courtoisie d’altesse royale. Alors que son père se fait naturaliser espagnol et reçoit le titre de prince de Bourbon et la qualification d'altesse royale, par décret royal d’Alphonse XIII le 18 août 1920,, la princesse devient infante d’Espagne par mariage le 16 avril 1936, sur les bases du décret royal du 29 janvier 1903 qui avait fait de son mari Alphonse de Bourbon (prince des Deux-Siciles) un infant de grâce. Mais il s'agit seulement pour elle d'un titre de courtoisie, car Alphonse XIII est déchu depuis 1931. Selon le journal ABC et la revue Protocolo, Alice de Bourbon et son fils l’infant Charles, duc de Calabre, auraient été les seuls membres de la famille royale d’Espagne à être « légalement » infants de grâce, avec prédicat d’altesse royale,. Mais si le duc de Calabre reçut bien ce titre par décret royal en 1994, ce ne fut pas le cas de sa mère. ABC et Protocolo ne précisent d'ailleurs pas quel serait le décret royal qui, selon eux, aurait donné à Alice de Bourbon le titre d'infante. Protocolo reconnaît même que les conjoints des infants d'Espagne n'ont droit à aucune titulature particulière, à moins que le roi ne leur en concède une (los consortes de los Infantes de España no tienen, por sí mismos, derecho a ningún tratamiento especial, excepto el que el Rey les conceda). Rodolfo Orantos Martín (docteur en droit public) attribue cette absence de légalisation du titre d'infante pour Alice de Bourbon à de la négligence (otra muestra más de la dejadez con que se han llevado estas cosas).
L’infant Alphonse s’étant proclamé chef de la maison de Bourbon-Deux-Siciles à la mort de son oncle Ferdinand-Pie de Bourbon (« duc de Calabre ») — position également revendiquée par Rénier de Bourbon (duc de Castro) —, il se fait titrer duc de Calabre à l’instar de son prédécesseur,. Par la même, Alice de Bourbon-Parme reçoit le titre de courtoisie de duchesse de Calabre, puis, à la mort d’Alphonse en 1964, celui de duchesse douairière. Aussi, bien qu’Alice soit souvent titrée duchesse douairière de Calabre par la presse espagnole,, ou par des monarchistes italiens, le palais de la Zarzuela préfère quant à lui se référer à elle sous le simple titre d’infante.

### Armoiries

Armoiries comme infante d’Espagne.
Armoiries comme infante et duchesse de Calabre.
Armoiries comme duchesse douairière de Calabre.

### Honneurs
- Dame de l’ordre royal des dames nobles de la Reine Marie-Louise (royaume d’Espagne).
- Dame grand-croix de justice de l’ordre sacré et militaire constantinien de Saint-Georges (ordre dynastique de la branche de Calabre de la maison de Bourbon-Siciles)[36].